# Dominator (álbum)
Dominator é o décimo terceiro álbum de estúdio da banda estadunidense de heavy metal W.A.S.P., lançado em 16 de abril de 2007.
| Críticas profissionais                                                      | Críticas profissionais |
| Avaliações da crítica                                                       | Avaliações da crítica  |
| Fonte                                                                       | Avaliação              |
| --------------------------------------------------------------------------- | ---------------------- |
| allmusic                                                                    | [ 1 ]                  |
| Esta tabela precisa de ser acompanhada por texto em prosa. Consulte o guia. |                        |

## Faixas
1. "Mercy" – 4:49
2. "Long, Long Way to Go" – 3:15
3. "Take Me Up" – 4:33
4. "The Burning Man" – 4:39
5. "Heaven's Hung in Black" – 7:14
6. "Heaven's Blessed" – 5:22
7. "Teacher" – 5:01
8. "Heaven’s Hung in Black" (Reprise) – 3:13
9. "Deal With the Devil" – 5:17

## Formação
- Blackie Lawless - vocais, guitarra base
- Doug Blair - guitarra solo
- Mike Duda - Baixo
- Mike Dupke - Bateria